# Митровачко језеро
Митровачко језеро је вештачко језеро код Косовске Митровице на Косову и Метохији.

## Историја
Идеја о изградњи језера у близини Косовске Митровице, на реци Ибар, постојала је одавно. Међутим, тек је 2012. године општина Митровица, у сарадњи са Министарством локалне самоуправе АП Косова и Метохије, донела одлуку о изградњи вештачког језера. Рад на изградњи језера почео је 2013, а радови су довршени 2017. године.

## Географија
Митровачко језеро је вештачко језеро, дужине око 1,8 километара, ширине до 150 метара и дубине до 4 метра. Језеро се простире дуж реке Ибар, између Косовске Митровице и села Доњи Суви До, Горњи Суви До, Доње Жабаре, Гушавац и Доње Винарце.